# Ferenc Móra
Ferenc Móra  (n. 19 iulie 1879, Kiskunfélegyháza, d. 8 februarie 1934, Szeged) a fost un scriitor, romancier, nuvelist, jurnalist, muzeolog maghiar, autor al unor romane și povestiri apreciate până în zilele noastre.